# Шарташские каменные палатки
Шарта́шские ка́менные пала́тки — памятник природы регионального значения, находящийся на территории Екатеринбурга вблизи озера Шарташ. Памятник известен каменными палатками   — скалами-останцами, представляющими из себя наложенные стопкой друг на друга гранитные матрацевидные элементы. Памятник природы является популярным местом отдыха жителей города.

## Описание
Один из живописных и монументальных памятников природы в черте города Екатеринбурга. Их отличает матрацевидная форма, возникшая в результате действия ветра, воды, температуры. Скалы вытянуты в меридиональном направлении на 80—100 м, относительная высота составляет 10—20 м. Высота над уровнем моря — 299 метров, а над уровнем озера Шарташ — 24 метра. Общая площадь природного памятника составляет 2 га. Относятся к Шарташскому гранитному массиву, возраст которого 300 миллионов лет.
В 1980-х годах Каменные Палатки вошли в городскую черту Екатеринбурга. Памятник природы расположен в Кировском районе и является одним из излюбленных мест горожан для пеших, велосипедных или лыжных прогулок, пикников, отдыха с детьми на свежем воздухе. У подножия Каменных Палаток сосновый бор, к северу от останцов оборудован гранитный амфитеатр.

## История
По археологическим данным, на берегах Шарташского озера располагались до 10 поселений и стоянок древнего человека, самые ранние из которых относят к 3 тысячелетию до нашей эры и даже к более ранним периодам. Поселения эти обладали элементами древнерелигиозного культа и товарного производства. Условным центром, жертвенным местом и «металлургической базой» этих древних поселений служила гряда огромных гранитных валунов, которая сегодня носит название Шарташских каменных палаток.
Впервые Каменные Палатки были описаны членами УОЛЕ в конце XIX века. В 1960 году образование было выделено в качестве охраняемого природного объекта.
Со стороны города на подходе к скалам была установлена мемориальная доска (ныне не существует), напоминающая о том, что до Великой Октябрьской революции тут проводились нелегальные рабочие собрания, маёвки, сборы большевиков в 1905—1917 годах, на которых не раз выступал руководитель уральских большевиков Яков Михайлович Свердлов.
В 1915 году в районе палаток началась промышленная добыча гранита. Вмешательство О. Е. Клера и других членов УОЛЕ позволило избежать разрушения и уничтожения памятника.

## Маршрут
В настоящее время из города можно добраться до Каменных Палаток трамваями 5, 8, 13, 15, 23 и 32 маршрутов, а также автобусами 25, 27, 61, 077, 80, 082 маршрутов Остановка «Каменные палатки». На автомашине — продолжение ул. Малышева в ул. Высоцкого.
В Путеводителе 1904 года предлагалось добраться из города до каменных палаток с помощью извозчика за 0,6-1 рубля в зависимости от того, сколько турист пробудет на месте.